# أدولف بيتر أدلر
أدولف بيتر أدلر (بالدنماركية: Adolph Peter Adler)‏ هو عالم عقيدة وكاتب دنماركي، ولد في 29 أغسطس 1812 في كوبنهاغن في الدنمارك، وتوفي بنفس المكان في 5 أكتوبر 1869.